# Сморчков, Борис Фёдорович
Бори́с Фёдорович Сморчко́в (3 сентября 1944, Москва — 10 мая 2008, Москва) — советский и российский актёр театра и кино.

## Биография
Борис Сморчков родился 3 сентября 1944 года в Москве. Учился в школе № 726. Отец Бориса работал на заводе по производству танков, мать находилась с детьми в эвакуации.
В 1971 году окончил Театральное училище имени Б. Щукина, после чего пришёл работать в театр «Современник». Играл в спектаклях «Вечно живые», «Провинциальные анекдоты», «Лоренцаччо», «Крутой маршрут», «Кот домашний средней пушистости», «Три товарища» и других. Здесь он прослужил до 2004 года.
В кино Борису Фёдоровичу доставались в основном малозаметные второстепенные роли и лишь одна из них принесла ему славу и зрительскую любовь — роль Николая в фильме Меньшова «Москва слезам не верит».
Вместе с другими волонтёрами — артистами театра «Современник» с 1974 года преподавал актёрское мастерство в театральной студии Олега Табакова при Дворце пионеров имени Н. К. Крупской в переулке Стопа́ни у Чистых прудов.
Был недолгое время (1970—1971) женат на актрисе Анне Варпаховской.
Умер 10 мая 2008 года, на 64-м году жизни, в Москве. Похоронен рядом с родителями на Востряковском кладбище (9 уч.).

## Творчество

### Фильмография
- 1961 — Зелёный патруль
- 1973 — Горячий снег — Вася
- 1974 — Совесть — дежурный в МУРе
- 1975 — Пропавшая экспедиция — Куманин
- 1976 — Золотая речка — Куманин
- 1976 — Вечно живые — Константин
- 1976 — Иван Фёдорович Шпонька и его тётушка (телеспектакль)
- 1977 — Любовь Яровая — Пикалов
- 1977 — Смешные люди! — Кузьма Григорьев (нет в титрах)
- 1977 — Риск — благородное дело — член съёмочной группы (нет в титрах)
- 1977 — Поединок в тайге — Костя Жильцов
- 1977 — Колыбельная для мужчин
- 1978 — Баламут — бригадир строительной бригады
- 1978 — Двенадцатая ночь
- 1978 — Исчезновение — Капустин
- 1978 — Дом у кольцевой дороги — Семён Золотов
- 1979 — Город принял — Таксист, привезший в аэропорт бандитов (эпизод)
- 1979 — Москва слезам не верит — Николай
- 1980 — Люди в океане — Степан
- 1980 — Ночное происшествие — Алексей Бабин, сотрудник милиции
- 1982 — Однолюбы
- 1982 — По законам военного времени — старшина Дыбайло
- 1982 — Слёзы капали — Валентин Максимович Сорокин, начальник Васина
- 1982 — Возвращение резидента — лесник
- 1983 — Жил-был Пётр
- 1983 — У опасной черты — полковник советской контрразведки
- 1984 — Приступить к ликвидации — Екатеринычев
- 1984 — Парад планет — капитан-артиллерист
- 1986 — Зина-Зинуля — работник водозабора
- 1986 — С неба на землю
- 1987 — Запомните меня такой — работник Киреева
- 1987 — Визит к Минотавру — Силкин (в титрах В. Сморчков)
- 1988 — Отцы
- 1989 — Я в полном порядке
- 1989 — В городе Сочи тёмные ночи — отец Жанны
- 1990 — Испанская актриса для русского министра
- 1990 — Паспорт — майор в отделении
- 1990 — Система «Ниппель» — лирический тенор
- 1991 — Иван Фёдоров — монах Григорий
- 1992 — Воспитание жестокости у женщин и собак — милиционер
- 1995 — Ширли-мырли — генерал
- 2001 — Дальнобойщики (11-я серия «Побег») — Андреич
- 2008 — Запрещённая реальность (фильм) — Дед Прокоп